# Queluzito
Queluzito es un municipio brasileño del estado de Minas Gerais. Su población estimada en 2018 es de 1 934 habitantes, según el Instituto Brasileño de Geografía y Estadística (IBGE).

## Historia y toponimia
Queluzito fue fundado como un campamento de bandeirantes en la primera mitad del siglo XVIII, con el nombre Santo Amaro. El poblador Amaro Ribeiro construyó la primera capilla dedicada a San Amaro. La construcción fue iniciada en 1726 y terminó doce años después el 12 de marzo de 1738. En 1858 se conforma como distrito y en 1943 recibe la denominación de Queluzito. Y con este nombre fue elevado a la categoría de municipio en 1962, desmembrado de Conselheiro Lafaiete. El nombre Queluzito es originado de una piedra llamada Queluzita, abundante en la región.

## Clima
Según la clasificación climática de Köppen, el municipio se encuentra en el clima tropical de altitud Cwa.